# Claudio Olivieri
Claudio Olivieri (Avellaneda, Buenos Aires, 28 de diciembre de 1956-Atlántico Sur, 3 de mayo de 1982) fue un teniente de la Armada de la República Argentina (ARA) que murió en combate como tripulante del Aviso ARA Alférez Sobral en la Guerra de las Malvinas.

## Combate
Esa unidad de combate fue severamente averiada, el 3 de mayo de 1982, por helicópteros navales británicos mientras navegaba en una misión de rescate de tripulantes de un avión Canberra de la Fuerza Aérea Argentina derribado al norte de Puerto Argentino. Desde el helicóptero atacaron con misiles Sea Skua, impactando al buque y destruyendo el puente de mando y el cuarto de radio, muriendo en sus puestos de comando el propio comandante, capitán de corbeta Sergio Gómez Roca, el guardiamarina Claudio Olivieri, el cabo principal Mario Rolando Alancay, los cabos segundos Elvio Daniel Tonina, Sergio Rubén Medina y Ernesto Rubén Del Monte, el marinero Héctor Antonio Dufrechou y el conscripto Roberto Tomás D’Errico, dotación de la nave.

### Transcripción del Comunicado N.º 18 del Estado Mayor Conjunto del 3 de mayo de 1982
El Estado Mayor Conjunto comunica que a las 1.30 horas del día de la fecha fue alcanzado por fuego enemigo el Aviso ARA Sobral, que concurría en apoyo del piloto de un avión de Fuerza Aérea Argentina, eyectado de su aparato el día anterior al norte de Puerto Argentino y cuyo equipo radioeléctrico de señales para rescate lo ubica en esa zona. Como consecuencia del ataque el mencionado Aviso recibió daños que motivaron la pérdida del enlace radioeléctrico con dicha unidad.

## Condecoraciones y homenajes
El teniente Olivieri fue condecorado con la Medalla al Muerto en Combate y ascendido post mortem al grado de Teniente de corbeta. 
Además, Claudio Olivieri fue declarado "héroe nacional" por la ley 24.950 promulgada el 3 de abril de 1998, y modificada por la ley 25.424 promulgada el 10 de mayo de 2001, junto con otros combatientes argentinos fallecidos en la guerra de las Malvinas.
La península Olivieri en la isla Soledad y el buque ARA Teniente Olivieri (A-2) de la Armada Argentina homenajean su memoria.